# Ester Muñoz
Ester Muñoz de la Iglesia (León, 13 de junio de 1985) es una abogada y política española. Diputada por el Partido Popular en el Congreso de los Diputados en representación de la circunscripción de León (desde 2023).

## Biografía
Ester nació en León (1985) en el seno de una familia de empresarios y comerciantes oriundos de Valencia de Don Juan.Comenzó sus estudios en Derecho en la Universidad de La Coruña, finalizándolos en la Universidad de León (2009). Completó su formación universitaria con un máster bilingüe de Derecho internacional en la Universidad de Murcia (2010) y se colegió en el Colegio de Abogados de Madrid (2011). Después de realizar prácticas en un bufete de abogados de León trabajó como comercial de ventas en Madrid.
En 2011 inició su carrera política en el Partido Popular, donde llegó a ocupar la vicesecretaría de Organización electoral. Tras las elecciones generales de 2015 fue senadora por León. En 2019, Alfonso Fernández Mañueco la nombró asesora del presidente de la Junta de Castilla y León. 
Desde 2021 el presidente del PP regional la nombró delegada territorial de la Junta de Castilla y León, en León. En 2022 fue nombrada Presidenta del Partido Popular de León, y tras las elecciones generales de 2023 es diputada del Partido Popular por León.